# KMS Records
KMS Records ist ein 1987 von Kevin Saunderson gegründetes Detroit-Techno-Label. Saunderson richtete sich nach seinen Examen ein Studio in seinem Apartment ein. Das Indielabel aus Detroit brachte in Abständen immer wieder Künstler auf den Markt, die schnell weltweit Anerkennung in der Techno-Szene fanden. Saunderson selbst war maßgeblich am Erfolg seiner Gruppe Inner City beteiligt. Auf dem Label erscheinen unterschiedliche Genres der elektronischen Musik. In erster Linie nutzte Saunderson das Label zur Veröffentlichung seiner eigenen Stücke unter verschiedenen Pseudonymen wie Tronik House, Reese Projekt, E-Dancer oder Esser'ay.

## Diskografie (Auswahl)
- KMS 011   Blake Baxter – When We Used To Play
- KMS-015   Inner City – Big Fun
- KMS-022   Reese – Rock to the Beat
- KMS-032   Tronik House – Hardcore Techno
- KMS-033   E-Dancer – Pump The Move / Grab The Beat
- KMS-035   Chez Damier – Can You Feel It
- KMS-043   Fix – Flash
- KMS-052   Esser'ay – Forces
- KMS-055   Members Of The House – Party of the year
- KMS-061   E-Dancer – World Of Deep / Velocity Funk
- KMS-066   Kenny Larkin – Smile w/Life
- KMS 070   Gary Martin – Cosa Caugat
- KMS-076   Inner City – Good Love Reese Remix